# Dikalo
 (août 2023).
L'article doit être relu — et modifié si nécessaire — par des contributeurs indépendants pour apporter un regard critique aux contributions effectuées en violation des conditions d'utilisation de Wikipédia, tant sur la forme (notamment concernant le style encyclopédique, la proportionnalité) que sur le fond (la neutralité de point de vue, la qualité et l'indépendance des sources).
 (août 2023).
 (août 2023).
 (août 2023).
La mise en forme du texte ne suit pas les recommandations de Wikipédia : il faut le « wikifier ».
Les points d'amélioration suivants sont les cas les plus fréquents. Le détail des points à revoir est peut-être précisé sur la page de discussion.
- Les titres sont pré-formatés par le logiciel. Ils ne sont ni en capitales, ni en gras.
- Le texte ne doit pas être écrit en capitales (les noms de famille non plus), ni en gras, ni en italique, ni en « petit »…
- Le gras n'est utilisé que pour surligner le titre de l'article dans l'introduction, une seule fois.
- L'italique est rarement utilisé : mots en langue étrangère, titres d'œuvres, noms de bateaux, etc.
- Les citations ne sont pas en italique mais en corps de texte normal. Elles sont entourées par des guillemets français : « et ».
- Les listes à puces sont à éviter, des paragraphes rédigés étant largement préférés. Les tableaux sont à réserver à la présentation de données structurées (résultats, etc.).
- Les appels de note de bas de page (petits chiffres en exposant, introduits par l'outil «  Source ») sont à placer entre la fin de phrase et le point final[comme ça].
- Les liens internes (vers d'autres articles de Wikipédia) sont à choisir avec parcimonie. Créez des liens vers des articles approfondissant le sujet. Les termes génériques sans rapport avec le sujet sont à éviter, ainsi que les répétitions de liens vers un même terme.
- Les liens externes sont à placer uniquement dans une section « Liens externes », à la fin de l'article. Ces liens sont à choisir avec parcimonie suivant les règles définies. Si un lien sert de source à l'article, son insertion dans le texte est à faire par les notes de bas de page.
- La présentation des références doit suivre les conventions bibliographiques. Il est recommandé d'utiliser les modèles {{Ouvrage}}, {{Chapitre}}, {{Article}}, {{Lien web}} et/ou {{Bibliographie}}. Le mode d'édition visuel peut mettre en forme automatiquement les références.
- Insérer une infobox (cadre d'informations à droite) n'est pas obligatoire pour parachever la mise en page.

Pour une aide détaillée, merci de consulter Aide:Wikification.
Si vous pensez que ces points ont été résolus, vous pouvez retirer ce bandeau et améliorer la mise en forme d'un autre article.

Dikalo est une plateforme de médias sociaux en ligne créée par Alain Ekambi. Lancée dans le but de fournir une alternative numérique africaine aux plateformes mondiales telles que WhatsApp et Facebook.

## Histoire
Ekambi Alain fonde Dikalo qui est à la base un prototype de messagerie qui se veut restrictive sur le partage de données personnelles en 2017.
Seuls quelques proches séduits par le côté impersonnel (non-partage de données personnelles telles que numéro de téléphone) adhérents à l'idée et constitue la niche des premiers utilisateurs.
Bitoa Pedenkil sur le plan culturel et communication; Daniel Agnero en tant graphiste et designer vont le rejoindre pour l'aider à développer l'application qui sortira en version officielle en novembre 2018.
En janvier 2020 Dikalo dépassera la barre du milliard de messages.
Catherine heleine Awanda rejoint l'équipe des cofondateurs comme head of communication, marketing and monotization.
Des figures telles que Claudy Siar, Charlotte Dipanda approuvent l'application et donnent de leur images pour promouvoir le projet.
Pour marquer les 3 ans de l'application, en novembre 2021 sortira la version 2.0 de Dikalo avec  comme nouveauté le distinguo entre le réseau social Dikalo et la messagerie Mbuntu.
D'autres fonctions apparaîtront aussi telles que Faan qui permet aux artistes de laisser libre cours à leurs expressions artistiques; les Yaras qui sont des points de conférences pouvant contenir 5 000 personnes ; la bibliothèque numérique, Hoka le service financier qui se peaufine encore et le poste audio qui permet de publier ou de commenter en audio.

## Fonctionnalités clés
La plateforme intègre  des émoticônes et des langues africaines pour favoriser une connexion culturelle entre les utilisateurs.
Des stickers, tels que les "naïja stickers" du Nigeria et les "zouzoukwa" de Côte d'Ivoire, ajoutent une touche locale aux interactions en ligne.

## Portée et adoption
Bien que Dikalo ait réussi à rassembler plus de 100 000 abonnés, dont 87 000 utilisateurs actifs, la plateforme reste principalement adoptée au Cameroun et en Côte d'Ivoire. Son succès dans d'autres régions africaines reste un défi, en raison de la prédominance des plateformes mondiales bien établies.